# 仲西淳
仲西 淳（なかにし じゅん、1982年（昭和57年）7月7日 - ）は、東京都世田谷区出身のプロバスケットボール選手である。ポジションはポイントガード、シューティングガード。180cm、76kg。

## 来歴
世田谷区立代田小学校在学時、マイケル・ジョーダンと兄の影響を受け、9歳でバスケットボールを始める。地元のミニバスケットボールチーム「Daita Kids」に入団。
世田谷区立梅丘中学校3年生になった15歳の時、アメリカで行われたマイケル・ジョーダンのバスケットボールキャンプに参加し、そこでマイケル・ジョーダンやアメリカのトップの選手、コーチ、現地の選手達とバスケットをして過ごしたことで将来のアメリカ留学を希望するようになる。

### 渡米
中学卒業後、渡米しオクラホマクリスチャンアカデミーに入学。高校1年のシーズンでは、チームMVPとオールカンファレンス1stチームに選出される。その後より良い環境と新たな挑戦を求めロサンゼルスのLA コーストクリスチャンスクールに編入しAdidasロックフィッシュスプリングリーグで高校2年生のシーズンを過ごす。高校3年生時、2年ぶりに再び参加したマイケル・ジョーダンキャンプではアジア人初めてとなるMVPを獲得。自信をつけた仲西はバスケットの名門レドンドハイスクールへと転校する。しかし、シーズンイン直前に怪我をして手術を受ける。それでもシーズン途中で復帰し、チームはリーグ優勝。ディビジョン優勝、南カルフォルニア準優勝と50年ぶりの快挙を成し遂げた。
サンタモニカ短大進学後1年目のシーズンではカリフォルニア短大トーナメントでエリート8（ベスト8）まで進む。

### プロ入り
大学卒業後、プロ選手としての活躍の場を求め日本に帰国し、2005年（平成17年）に開幕した日本男子プロバスケットボールリーグbjリーグで東京アパッチよりドラフト1巡目指名を受け入団。主将を務め、1シーズン目の3位に貢献。
2007年（平成19年）、アパッチのプロテクトから外れ、同年よりbjリーグに参入するライジング福岡へ移籍。
2008年（平成20年）12月、呉屋貴教との交換でドラフト1巡目指名権とともに大阪エヴェッサへ移籍する。
2010年（平成22年）6月、金銭面の理由で大阪エヴェッサのプロテクトから外れ、エクスパンションドラフトで秋田ノーザンハピネッツから指名されたが交渉は不調に終わり契約締結に至らず。9月にライジング福岡と契約した。2012-13シーズンは準優勝に貢献。
2014年（平成26年）オフ、FA権を行使して岩手ビッグブルズに移籍。
2015年（平成27年）オフ、福岡に復帰。
2016年（平成28年）オフ、B3リーグの東京サンレーヴスに移籍。
2017年（平成29年）2月、東京を退団し、B2のパスラボ山形ワイヴァンズに移籍。
2017年（平成29年）8月、現役を引退し、B2・バンビシャス奈良の通訳兼スキルコーチに就任。

## 経歴
- 世田谷区立代田小学校 - 世田谷区立梅丘中学校 - Redondo Union高校 - Santa Monica大学 - 東京アパッチ（2005年〜2007年） - ライジング福岡（2007年〜2008年） - 大阪エヴェッサ（2008年〜2010年） - ライジング福岡（2010年〜2014年） - 岩手ビッグブルズ（2014年〜2015年） - ライジング福岡 - 東京サンレーヴス（2016年〜2017年） - パスラボ山形ワイヴァンズ（2017年）

## 記録
| シーズン         | チーム | GP | GS | MPG  | FG%  | 3P%  | FT%  | RPG | APG | SPG | BPG | TO  | PPG  |
| ---------------- | ------ | -- | -- | ---- | ---- | ---- | ---- | --- | --- | --- | --- | --- | ---- |
| bjリーグ 2005-06 | 東京   | 37 |    |      |      |      |      |     |     |     |     |     | 2.7  |
| bjリーグ 2006-07 | 東京   | 39 |    |      |      |      |      |     |     |     |     |     | 3.3  |
| bjリーグ 2007-08 | 福岡   | 7  |    |      |      |      |      |     |     |     |     |     | 9.7  |
| bjリーグ 2008-09 | 福岡   | 8  | 0  | 11.9 | .321 | .308 | .600 | 0.5 | 1.3 | 0.6 | 0.1 | 1.5 | 3.5  |
| bjリーグ 2008-09 | 大阪   | 38 | 4  | 19.0 | .360 | .274 | .528 | 2.0 | 1.9 | 0.8 | 0.2 | 0.7 | 3.5  |
| bjリーグ 2009-10 | 大阪   | 48 |    |      |      |      |      |     |     |     |     |     | 4.3  |
| bjリーグ 2010-11 | 福岡   | 49 | 22 | 25.9 | .409 | .358 | .658 | 2.4 | 2.7 | 0.9 | 0.0 | 1.8 | 9.4  |
| bjリーグ 2011-12 | 福岡   | 44 | 41 | 30.6 | .388 | .270 | .680 | 2.5 | 2.2 | 1.6 | 0.0 | 1.6 | 10.0 |
| bjリーグ 2012-13 | 福岡   | 48 | 46 | 26.0 | .369 | .278 | .750 | 2.9 | 2.5 | 0.7 | 0.1 | 1.3 | 9.3  |
| bjリーグ 2013-14 | 福岡   | 51 | 50 | 17.3 | .357 | .286 | .728 | 2.1 | 1.3 | 0.9 | 0   | 1.1 | 5.8  |
| bjリーグ 2014-15 | 岩手   | 50 |    | 18.5 | .353 | .333 | .614 | 2.4 | 1.8 | 1.0 | 0   | 1.0 | 5.1  |
| bjリーグ 2015-16 | 福岡   |    |    |      |      |      |      |     |     |     |     |     |      |
| B3 2016-17       | 東京C  |    |    |      |      |      |      |     |     |     |     |     |      |
| B2 2016-17       | 山形   |    |    |      |      |      |      |     |     |     |     |     |      |

## エピソード
- 生まれて初めてダンクを決めたのは16歳の時。
- 中学3年生の時に参加したマイケル・ジョーダンキャンプ前は自分の実力が通用するかただ不安だったというが（事実、中学校の時も東京都でベスト16が最高順位の無名選手である）コーチ陣達には“Iverson”と親しまれ、アメリカでプレイするように誘われる。
- 高校3年生のシーズンは仲西にとっては怪我に泣き苦しい1年だったが、最高の選手、最高のコーチ陣、最高の環境の中でバスケットできたあの1年は今までで1番の経験になったという。事実、「その年NCAAディビジョン1の南アリゾナ大学から誘いはきていた」が結局ロサンゼルスにあるサンタモニカ短大に進むことになる。